# دارين (نرغسان)
دارین (بالإنجليزية: Darin, Jebalbarez-e Jonubi)‏ هي منطقة سكنية تقع في إيران في قسم نرغسان الریفي. يقدر عدد سكانها بـ 39 نسمة .